# اباو اند بیوند
اِباو اَند بیاند (به انگلیسی: Above & Beyond) (به فارسی: بالاتر و دورتر) یک گروه موسیقی بریتانیایی است که در سال ۲۰۰۰ میلادی شکل گرفته‌است. اعضای گروه متشکّل از سه دی‌جی به نام‌های جونو گرانت، تونی مک گینس، و پاوو سیلجاماکی (فنلاندی) است. این گروه سه نفره از گروه‌های بسیار مشهور در موسیقی رقص الکترونیک به حساب می‌آید. آن‌ها صاحب یک لیبل می‌باشند که نام آن Anjunabaeats است و آهنگ‌های ترنس و پراگرسیو از طریق این لیبل عرضه می‌شود. همچنین آن‌ها میزبان یک نمایش رادیویی هفتگی هستند که نام آن Trance Around The World است.
قطعات این گروه به‌طور مرتّب به‌وسیلهٔ دی‌جی‌های دیگر جهان از جمله آرمین ون بورن، گرت امری، فری کورستن، ای‌تی‌بی و کایا&آلبرت نواخته می‌شود.
مجله دی‌جی در تاریخ در اکتبر ۲۰۱۲، بر اساس رتبه بندی سالیانهٔ خود، این گروه را در رتبهٔ ۸ در بین ۱۰۰ دی‌جی برتر جهان قرار داد.

## شکل‌گیری
گرانت و پاوو سیلجامای در حالی با یکدیگر در دانشگاه وستمینستر آشنا شدند که در زمینه موسیقی تجاری کار می‌کردند. پس از کشف منافع متقابل مشترک برای موسیقی الکترونیک، تصمیم می‌گیرند تا در ساخت موسیقی الکترونیک با هم همکاری کنند. بر اساس تصمیم سیلجاماکی، در تابستان سال ۱۹۹۹ لیبل خود یعنی Anjunabeats را تأسیس می‌کنند و اولین تک‌آهنگ خود را با عنوان Volume One تحت این لیبل تولید می‌کنند. در ابتدا این لیبل به عنوان یک رسانه برای انتشار آهنگ‌های خودشان ایجاد شده بود، اما با این‌حال پس از کسب نامی مشابه همین نام به عنوان نام مستعار تولیدات خود، آنها شروع به تولید مسیقی تحت نام‌های دیگر کردند که مهمترین آنها با نام شیاطین خاک (Dirt Devils) و دولت آزاد (Free State) بودند. میکس اصلی Volume One که با میکس Tease Dub Mix بسته شده بود، بلافاصله مورد توجه کلاب‌های رقص قرار گرفت، و به‌طور سریع مورد حمایت پته تونگ، پل اوکنفولد، جوج جولز و پال ون دایک قرار گرفت.
پس از تغییر نام مستعار خود و موفقیت Volume One و رشته آهنگ‌ها و ریمیکس‌های شیاطین خاک و دولت آزاد، تونی مک‌گینس، کارگردان و تهیه کننده بازاریابی گروه موسیقی وارنر، به همران برادرش لیام مک‌گینس، پیغامی برای این گروه دو نفره می‌فرستد. او که سفارش ریمیکس قطعه اصلی چاکرا را گرفته‌بود، جونو و پاوو را به استخدام می‌گیرد تا او را در تکمیل این ریمیکس یاری کنند. وقتی که گروه در حال جستجوی یافتن نامی برای ریمیکس چاکرا بود، به‌طور اتفاقی با پیغامی مواجه شد که متعلق به صفحه تارنمای یک مربی انگیزشی آمریکایی به نام جونو گرانت بود. جونو یک پوستر در دیواره‌اش داشت. شعاری که توسط این مربی انگیزشی استفاده می‌شد، بالاتر و دورتر(Above & Beyond) بود و آن‌ها تصمیم می‌گیرند که از این عنوان برای نامشان استفاده کنند. اگرچه این گروه در اوایل فعالیت به صورت ناشناخته بود، اما ریمیکس اصلی چاکرا پیش از هر ریمیکسی توسط راب سیرل و تیلت مورد استقبال قرار گرفته بود و سپس توسط پت تونگ در رادیو یک بی‌بی‌سی پخش شد و به چارت اول کلاب بریتانیا رسید.

## فعالیت‌های اولیه
علاقه به این گروه موجب پدیدار شدن درخواست‌هایی از لیبل‌های ترنس شد که نیاز به ریمیکس‌های جدید را می‌طلبید. از جمله Ordinary World از Aurora، همچنین Everytime You Need Me از Fragma، همچنیین The Sound of Goodbye از آرمین ون بورن، و In The City از Adamski، از قطعاتی هستند که گروه آن‌ها را ریمیکس کرد. در آن زمان این ریمیکس‌ها از بهترین ریمیکس‌های گروه بودند و در بریتانیا بسیار مطرح شدند.
مشهورترین ریمیکس گروه، یک ریمیکس فوق العاده از مدونا به نام What Feels Like for a Girl بود. مدونا تحت تأثیر این ریمیکس قرار گرفت و از آن در موزیک‌ویدیو خودش استفاده کرد و آن را جایگزین نسخه آلبمومیش کرد. پس از چندی گروه قطعاتی را برای Delerium, Three Drives و هنرمند J-pop آیومی هاماساکی ریمیکس کردند.
مدتی بعد، گروه با هنرمندان مختلفی شروع به فعالیت کرد. از جمله طرحی را آغاز کرد که اوشن‌لب (OceanLap) نام گرفت و در آن گروه با یک زن به نام Justine Suissa همکاری می‌کرد. از همکاری‌های دیگر گروه که به خوبی طرح اوشن‌لب بود، می‌توان به اشخاصی چون اندی مور و خواننده‌اش کری اسکیپر، همچنین Zoe Johnston و ریچارد بدفور اشاره کرد.
در اواخر سال ۲۰۰۳ ریمیکس قطعه Loneliness از تام‌کرفت، As The Rush Comes از Motorcycle، و همچنین Nobody Knows Me از مدونا (با درخواست خودش)، قطعاتی بودند که عرضه شدند. ریمیکس‌های دیگر شامل تک‌آهنگ Everytime از بریتنی اسپیرز، آهنگ Sand In My Shoes از دایدو و Silence از Delerium بودند.

## ادامه فعالیت
تک اهنگ گروه Above & Beyond به نام No One On Earth به همراه وکال Zoe Johnston, به عنوان بهترین اهنگ ترنس در برنامه رادیویی Armin Van Buuren در سال ۲۰۰۴ انتخاب شد و رای بسیاری اورد.
در اوایل سال ۲۰۰۶ آن‌ها اولین البوم استودیویی خود یعنی Tri-State را عرضه کردند که در مجلهٔ DJ Mag به آن از ۵ ستاره ۵ داده شد و دلیل آن‌ها این بود که البوم از افکت‌های فیلمی و ریتم‌های بسیار زیبا و عالی بهره مند است و نظر منتقدان این بود که این آلبوم با بقیهٔ آلبوم‌های الکترونیک حاضر تفاوت بسیاری دارد.
تک اهنگ Air For Life به همراه Andy Moor به عنوان بهترین اهنگ دنس زیرزمینی در کنفرانس موسیقی زمستانی سال ۲۰۰۶ و به عنوان بهترین اهنگ در برنامهٔ رادیویی Armin Van Buuren در سال ۲۰۰۵ توسط شنونده‌ها انتخاب شد.
تک اهنگ Alone Tonight به همراه Richard Bedford به عنوان بهترین اهنگ Progressive House/Trance در بیست و دومین مراسم موسیقی دنس بین‌المللی که در میامی برگزار شده بود انتخاب و همچنین به چارت چهارم در کشور فنلاند و چارت پنجم در بریتانیا راه یافت. آن‌ها اهنگ Alone Tonight را در برنامهٔ زندهٔ رادیویی Global Gathering 2005 در بریتانیا پخش و رونمایی کردند. اهنگ دیگر آن‌ها به نام Can't Sleep در قسمت ۲۸۰ برنامهٔ A State of Trance پخش شد در صورتی که سومین اهنگ برتر از ۲۰ ترک سال ۲۰۰۶ شد. برای سومین بار اهنگ Good For Me به همراه Zoe Johnston توسط شنوندگان برنامهٔ رادیویی A State of Trance پسندیده و به عنوان بهترین اهنگ سال ۲۰۰۶ در این برنامهٔ رادیویی انتخاب شد.
در سال ۲۰۰۸ اهنگ آن‌ها که Home نام داشت برندهٔ بهترین اهنگ دنس زیرزمینی در مراسم IDMA در کنفرانس زمستانی شد.

## پیشینه گروه

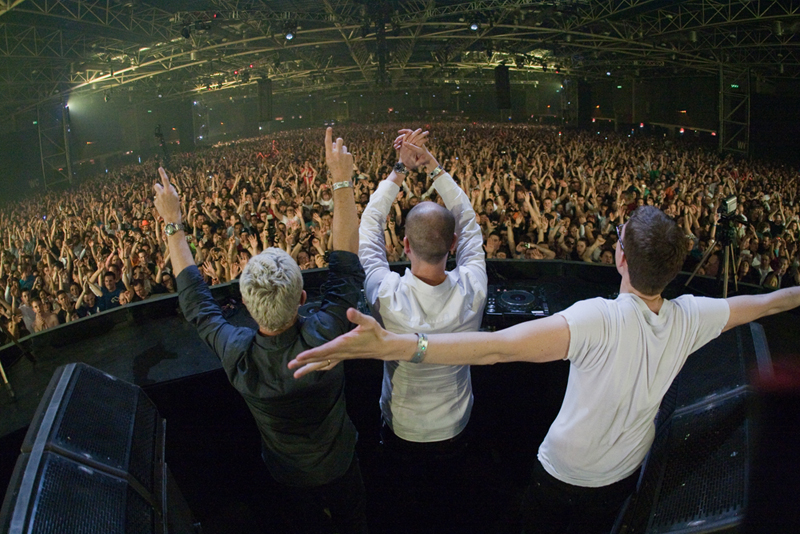
اباو اند بیوند در ترنس انرژی، ۲۰۱۰

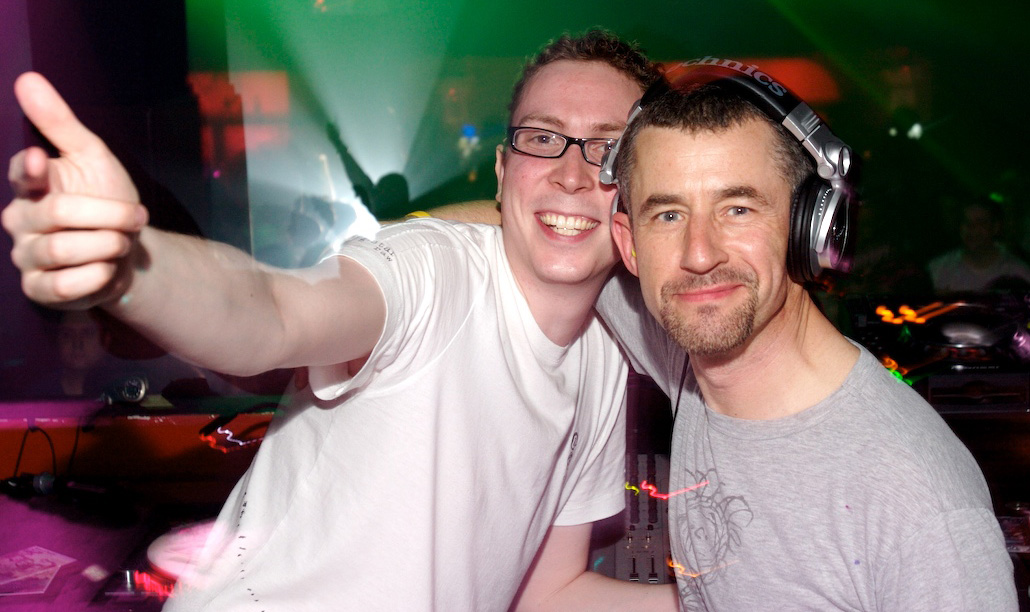
پاوو سیلجاماکی و تونی مک‌گینس در کلاب پاچا، نیویورک، ۲۰۰۷

در سال ۲۰۰۲ آن‌ها کار خود را در کلوپی در توکیو که شامل ۸۰۰۰ تماشاچی بود شروع کردند در صورتی که دی جی‌های بزرگی همچون Tiesto و Ferry Corsten در آن جا حضور داشتند. پس از کار در کلوپ‌های مختلف کار خود را در فستیوال‌ها شروع کردند فستیوال‌هایی همچون: Creamfields و Godskitchen Global در بریتانیا و Amnesia در جزیرهٔ Ibiza همینطور آن‌ها اجراهای غیر رسمی همچون در ساحل Barra و Rio de Janerio نیز داشته‌اند که در مقابل ۱ میلیون جمعیت اجرا شده.
در سال‌های ۲۰۰۸ و ۲۰۰۹ آن‌ها به رتبهٔ چهارم و رتبهٔ پنجم در سال ۲۰۱۰ از رتبه بندی مجلهٔ DJ MAG در بریتانیا دست یافتند در صورتی که آن‌ها با رتبهٔ سی و نهم در سال ۲۰۰۴ وارد کار شدند.

## نمایش رادیویی
گروه اباو اند بیوند دارای نمایشی رادیویی هستند. نمایش رادیویی هفتگی آن‌ها که خلسه در سراسر جهان (به انگلیسی: Trance Around The World) نام دارد، با دارا بودن حدود ۳۰ میلیون شنونده در ۳۵ کشور جهان، به یکی از مهمترین نمایش‌های رادیویی تبدیل شده‌است.

## آهنگ‌شناسی

### آلبوم‌های استودیویی
- 2006 Tri-State
- 2008 Sirens of the Sea (as Above & Beyond presents OceanLab)
- 2011 Group Therapy (UK chart peak: #49)
- 2014 – Above & Beyond: Acoustic
- 2014 – (TBA (Studio Album

### آلبوم‌های ریمیکس
- 2008 Tri-State Remixed
- 2009 Sirens of the Sea Remixed (as Above & Beyond presents OceanLab)

### گردآوری‌ها
Anjunabeats releases
- 2003 Anjunabeats Volume One
- 2004 Anjunabeats Volume Two
- 2005 Anjunabeats Volume Three
- 2006 Anjunabeats Volume Four
- 2007 Anjunabeats Volume Five
- 2008 Anjunabeats100 + From Goa to Rio
- 2008 Anjunabeats Volume Six
- 2009 Anjunadeep:01
- 2009 Anjunabeats Volume 7
- 2010 Anjunabeats Volume 8
- 2011 9 Years of Anjunabeats
- 2012 Anjunabeats Volume 10
- 2011 11 Anjunabeats Volume

Non-Anjunabeats releases
- 2009 Trance Nation (Ministry of Sound)
- 2010 AX Music Series Volume 15 - Mixed by Above & Beyond: Utopia (Armani Exchange Music Series)

### تک‌آهنگ‌ها
| as Above & Beyond - 2002 "Far from in Love" - 2004 "No One on Earth" - 2005 "Air for Life" (with Andy Moor) - 2006 "Alone Tonight" - 2006 "Can't Sleep" - 2007 "Good for Me" (featuring Zoë Johnston) - 2007 "Home" - 2009 "Anjunabeach" - 2010 "Anphonic" (with Kyau & Albert) - 2011 "Sun & Moon" (featuring Richard Bedford) - 2011 "Thing Called Love" (featuring Richard Bedford) - 2011 "You Got To Go" (featuring Zoë Johnston) as Above & Beyond presents OceanLab - 2001 "Clear Blue Water" - 2002 "Sky Falls Down" - 2003 "Beautiful Together" - 2004 "Satellite" - 2008 "Sirens of the Sea" - 2008 "Miracle" - 2008 "Breaking Ties" - 2009 "On a Good Day" - 2009 "Lonely Girl" - 2010 "If I Could Fly on the Surface" - 2010 "On a Good Day (Metropolis)" | as Anjunabeats - 2000 "Volume One" as Above & Beyond presents Tranquility Base - 2001 "Razorfish" - 2004 "Surrender" - 2005 "Getting Away" - 2007 "Oceanic" - 2008 "Buzz" - 2009 "Buzz (Buzztalk Mix)" as Dirt Devils - 2000 "Disco Fans" - 2000 "The Drill" - 2003 "Music Is Life" as Free State - 2000 "Different Ways" - 2001 "Release" as Rollerball - 2003 "Albinoni" as Tongue of God - 2001 "Tongue of God" as Zed-X - 2003 "The Storm" |

### ریمیکس‌ها
| as Above & Beyond - 2000 Chakra - Home (Above & Beyond Mix) - 2000 Aurora - Ordinary World (Above & Beyond Remix) - 2000 Fragma - Everytime You Need Me (Above & Beyond Remix) - 2000 Adamski - In The City (Above & Beyond Mix) - 2001 Oceanlab - "Clear Blue Water (Above and Beyond Progressive Mix)" - 2001 Tranquility Base - "Razorfish (Above & Beyond Bangin Mix)" - 2001 Armin van Buuren presents Perpetuous Dreamer - The Sound Of Goodbye (Above & Beyond Remix) - 2001 Anjunabeats - Volume One (Above & Beyond Remix) - 2001 Ayumi Hamasaki - M (Above & Beyond Vocal Dub Mix) - 2001 Ayumi Hamasaki - M (Above & Beyond Instrumental Mix) - 2001 Ayumi Hamasaki - M (Above & Beyond Typhoon Dub Mix) - 2001 Ayumi Hamasaki - M (Above & Beyond Vocal Mix) - 2001 The Mystery - Mystery (Above & Beyond Remix) - 2001 Three Drives On A Vinyl - Sunset On Ibiza (Above & Beyond Remix) - 2001 Dario G - Dream To Me (Above & Beyond Mix) - 2001 Delerium - Underwater (Above & Beyond's 21st Century Mix) - 2001 Madonna - What It Feels Like For A Girl (Above & Beyond 12" Club Mix) - 2001 Madonna - What It Feels Like For A Girl (Above & Beyond Club Radio Edit) - 2002 Catch - Walk On Water (Above & Beyond Remix) - 2002 Catch - Walk On Water (Above & Beyond Instrumental Mix) - 2002 Every Little Thing - Face The Change (Dirt Devils vs. Above & Beyond Remix) - 2002 Vivian Green - Emotional Rollercoaster (Above & Beyond Mix) - 2003 Billie Ray Martin - Honey (Above & Beyond Club Mix) - 2003 Billie Ray Martin - Honey (Above & Beyond Dub Mix) - 2003 Billie Ray Martin - Honey (Above & Beyond Radio Mix) - 2003 Rollerball - Albinoni (Above & Beyond Remix) - 2003 Smith & Pledger vs. Matt Hardwick - Day One (Above & Beyond's Big Room Mix) - 2003 Motorcycle - As The Rush Comes (Above & Beyond's Dynaglide Mix) - 2003 Tomcraft - Loneliness (Above & Beyond Remix) - 2003 Exile - Your Eyes Only (Aimai Naboku Rinkan) (Above & Beyond Mix) - 2003 Matt Hardwick vs. Smith & Pledger - Day One (Above & Beyond's Big Room Mix) - 2003 Rusch & Murray - Epic (Above & Beyond Remix) - 2003 Madonna - Nobody Knows Me (Above & Beyond 12" Mix) - 2003 Oceanlab - Satellite (Original Above & Beyond Mix) - 2004 Britney Spears - Everytime (Above & Beyond's Club Mix) - 2004 Britney Spears - Everytime (Above & Beyond's Radio Edit) - 2004 Chakra - I Am (Above & Beyond Mix) - 2004 Dido - Sand In My Shoes (Above & Beyond's UV Mix) - 2004 Delerium - Silence (Above & Beyond's 21st Century Remix) - 2005 Ferry Corsten & Shelley Harland - Holding On (Above & Beyond Remix) - 2006 Cara Dillon vs. 2Devine - Black Is The Colour (Above & Beyond's Divine Intervention Remix) - 2007 Adam Nickey - Never Gone (Original Mix) (Above & Beyond Respray) - 2007 DT8 Project - Destination (Above & Beyond Remix) - 2007 Purple Mood - One Night In Tokyo (Above & Beyond Remix) - 2008 Radiohead - Reckoner (Above & Beyond Remix) - 2008 Oceanlab - Sirens Of The Sea (Above & Beyond Club Mix) - 2008 Oceanlab - Breaking Ties (Above & Beyonds Analog Heaven Mix) - 2008 Oceanlab - Miracle (Above & Beyond Club Mix) - 2009 Dirty Vegas - Tonight (Above & Beyond Remix) - 2010 Miguel Bose - Por Ti (Above & Beyond Remix) - 2011 Miguel Bose - Sea Lo Que Sea Será (Above & Beyond Album Mix) | as Dirt Devils - 2000 Free State - Different Ways (Dirt Devils Remix) - 2000 The Croydon Dub Heads - Your Lying (Dirt Devils Remix) - 2001 Free State - Release (Dirt Devils Rumpus Dub) - 2001 Anjunabeats - Volume One (Free State vs. Dirt Devils Remix) - 2002 Modulation - Darkstar (Dirt Devils Remix) - 2002 Every Little Thing - Face The Change (Dirt Devils vs. Above & Beyond Remix) - 2002 Day After Tomorrow - Faraway (Dirt Devils 12" Mix) - 2002 Day After Tomorrow - Faraway (Dirt Devils Inst) - 2002 Matt Cassar presents Most Wanted - Seven Days And One Week (Dirt Devils Mix) - 2002 Future Breeze - Temple Of Dreams (Dirt Devils Remix) - 2003 Ayumi Hamasaki - Voyage (Dirt Devils Remix) as Free State - 2000 4 Strings - Day Time (Free State Vocal Mix) - 2000 Icebreaker International Port of Yokohama (The Free State YFZ Mix) - 2000 The Croydon Dub Heads - Your Lying (Free State Remix) - 2001 Anjunabeats - Volume One (Free State vs. Dirt Devils Remix) as "OceanLab" - 2001 Teaser - When Love Breaks Down (OceanLab Mix) - 2002 Ascension - For a Lifetime (OceanLab Remix) |